# Sandhi
Sandhi – zasady fonologiczne, które dotyczą zmian na przełomie morfemów lub słów. Zwykle służą ułatwieniu wymowy. Można podzielić je na wewnętrzne (zachodzące wewnątrz wyrazu) i zewnętrzne (zachodzące na przełomie wyrazów). Termin pochodzi pierwotnie z gramatyki sanskryckiej (wyraz संधि saṃdhi oznacza „łączenie”).
Termin „sandhi” można zastosować też do opisu fonologii innych języków, m.in. asymilacji miejsca artykulacji lub dźwięczności w języku polskim (np. z+ć > ść w wyrazie „ścierać”), łacińskiej asymilacji miejsca artykulacji spółgłosek nosowych, francuskiego liaison czy angielskiego /r/ łączącego i intruzywnego.
Sandhi zawsze mają pewną motywację fonologiczną, dlatego np. wynikające z gramatyki mutacje spółgłosek w języku irlandzkim nie są zasadami sandhi.

## Sanskryt i hindi
W sanskrycie sandhi można podzielić na 
- sandhi samogłoskowe
- sandhi spółgłoskowe.

Pod względem zastosowania sandhi podzielić na dwie kategorie przyczynowe:
- unikanie rozziewu, czyli zapobieganie powstania zbitek samogłosek przez ich przemiany lub zanik
- asymilację, czyli zmianę miejsca i wartości fonemów w kontekście innych fonemów i przemiany zbitek spółgłoskowych.

### Przykłady
- sandhi samogłoskowe typu (a lub ā) + ṛ → ar

trl. mahā + ṛṣi = maharṣi
trb. maha + ryszi → maharszi. Przykład: Ramana Maharszi

## Język fiński
Fińskie sandhi jest nadzwyczaj częste, pojawia się między wieloma wyrazami i morfemami, zarówno w standardowym języku formalnym, jak i w codziennym języku mówionym. Najczęściej nie jest zapisywane, występuje prawie wyłącznie w transkrypcji dialektów. Można wyróżnić dwa rodzaje sandhi: prostą asymilację z uwzględnieniem miejsca artykulacji (np. np – mp). Druga to geminacja spółgłoski inicjalnej na granicy morfemów. 
Sandhi asymilacyjne
- n + k → ŋk, welaryzacja wywołana przez 'k', np. sen kanssa /seŋ kɑnssɑ/
- n + p → mp, labializacja wywołana przez 'p' np. menenpä /menempæ/